# Böhlitz (Schkölen)
Böhlitz ist ein Ortsteil von Nautschütz, einem Ortsteil von Schkölen im Saale-Holzland-Kreis in Thüringen.

## Geografie
Östlich von Nautschütz liegt der Weiler am Rande des Schkölner Ackerumlandes nahe der Grenze zu Sachsen-Anhalt. Die Gemarkung ist von Sand- und Kiesbrüchen unterbrochen. Waldhaine und Gehölze lockern die Landschaft auf. Verkehrsmäßig ist der Ort an das Straßennetz um Schkölen gut angeschlossen und hat somit Verbindung zur Bundesautobahn 9.

## Geschichte
1378 erfolgte die urkundliche Ersterwähnung des Ortes.
Die Bauern des landwirtschaftlich geprägten Weilers gingen nach 1952 auch den ostdeutschen Weg der Agrarpolitik und fanden nach der Wende neue Wege der Arbeit auf dem Lande. Auch die kommunale Zusammenarbeit wurde verbessert.